# Nuova strada Anas 30 di Montereale Valcellina
La nuova strada Anas 30 di Montereale Valcellina (NSA 30) è una strada italiana che inizia nella città di Maniago, dopo una rotonda, attraversa un ponte lungo 1 km che scavalca il torrente Cellina, e che alla sua fine raggiunge la SP19.

## Caratteristiche
La strada è stata progettata come tangenziale e quindi si trova quasi esclusivamente all'esterno dei centri abitati. Caratteristiche salienti sono la rotatoria a due corsie con un diametro di 200 metri e il ponte sul torrente Cellina, lungo un chilometro.

## Nuova strada Anas 30 dir di Montereale Valcellina
La nuova strada Anas 30 dir di Montereale Valcellina (NSA 30 dir) è una strada italiana, che collega l'NSA30 con il centro abitato di Montereale Valcellina.